# Rio Glodu (Vasilatu)
O Rio Glodu é um rio da Romênia, afluente do Vasilatu, localizado no distrito de Vâlcea.